# Diabolical Masquerade
Diabolical Masquerade – szwedzki jednoosobowy projekt muzyczny prezentujący w swych dokonaniach awangardowy melodic black metal z wpływami death metalu, rocka progresywnego, ambientu oraz muzyki poważnej.
Pomysł zrodził się około 1993 roku w Sztokholmie z inicjatywy Andersa Nyströma pseudonim "Blakkheim" multiinstrumentalisty znanego z występów w grupie muzycznej Katatonia.
W nagraniach "Blakkheimowi" pomagał szwedzki multiinstrumentalista Dan Swanö, który oprócz kompozycji zrealizował partie dodatkowych instrumentów oraz aranżacje partii solowych gitary elektrycznej.
Działalność Diabolical Masquerade została zarzucona w 2004 roku. Tłumaczona przez Nyströma brakiem inspiracji przy tworzeniu kolejnego piątego albumu.

## Muzycy
- Anders "Blakkheim" Nyström – gitara elektryczna/akustyczna/basowa, śpiew, instrumenty klawiszowe
- Dan Swanö – śpiew, instrumenty perkusyjne/klawiszowe, gitara elektryczna

## Dyskografia
- Ravendusk in My Heart (1996, Adipocere Records)
- The Phantom Lodge (1997, Adipocere Records)
- Nightwork (1998, Avantgarde Music)
- Death’s Design (2001, Avantgarde Music)